# Archeologia misteriosa

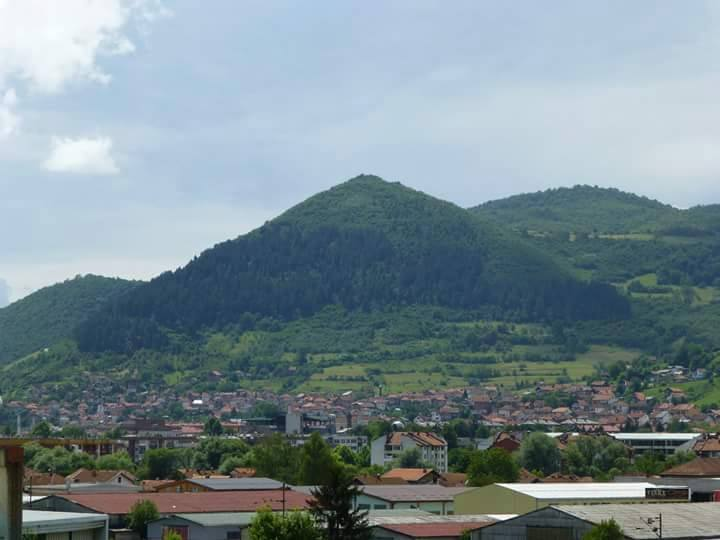
La collina Visočica di fronte Visoko, la cui forma ha ispirato la teoria delle piramidi bosniache

L'archeologia misteriosa, nota anche come criptoarcheologia, archeologia alternativa o pseudoarcheologia (in inglese pseudoarchaeology), è una sorta di archeologia pseudoscientifica che dà un'interpretazione non scientifica di reperti archeologici o presunti tali.
Tutto ciò che non si conforma al metodo scientifico usato in archeologia è considerato pseudoarcheologia.

## Definizione
"Archeologia misteriosa" o "pseudoarcheologia" sono termini generici riferiti a tutte quelle attività legate alla scienza del passato che giungono a conclusioni rigettate dalla comunità scientifica internazionale. Questo termine viene spesso associato con l'investigazione di teorie ardite, spesso non suffragate da prove e di conseguenza non accettate dall'ambiente accademico, come le pretese scoperte dell'Arca di Noè sul monte Ararat o l'esistenza di antiche civiltà scomparse sviluppatesi in continenti perduti come Atlantide o Mu, l'idea di contatti diretti tra le antiche civiltà egiziana e maya o come l'influenza degli UFO o di antichi astronauti sulle civiltà del passato.
Vi sono un gran numero di siti archeologici legittimati che sono stati per lungo tempo al centro di uno sproporzionato interesse di speculazione pseudoscientifica nel contesto dell'archeologia misteriosa. Tra questi vi sono Stonehenge, la Piramide di Cheope, la Sfinge di Giza, le iscrizioni etrusche, l'Isola di Pasqua, Teotihuacan, Palenque, Chichén Itzá, le Linee di Nazca e le sfere di pietra della Costa Rica; tale interesse è dovuto all'assenza di spiegazioni certe riguardo a taluni punti poco chiari dei suddetti siti. Allo stesso modo, alcuni dei reperti che sono citati nell'ambito dell'archeologia misteriosa sono oggetti autentici, che, secondo le interpretazioni dei pseudoarcheologi, presenterebbero aspetti poco chiari o controversi.
L'origine dell'archeologia misteriosa può essere ricondotta all'opera dell'americano Charles Fort (1874 - 1932). Questi consacrò la propria vita alla paziente raccolta e catalogazione di tutti quegli articoli di giornali che riportassero fatti strani, oggetti impossibili e scoperte incredibili, dalle scienze naturali all'archeologia. Fort raggiunse alla fine la convinzione che tutta la storia della Terra sia stata diretta, e alcuni pensano che lo sia tuttora, da un misterioso «potere» alieno. L'idea di una «chiave» unica alla quale far risalire la spiegazione di ogni mistero archeologico (o presunto tale) si ritrova alla base di gran parte dell'archeologia misteriosa. Gran parte delle notizie raccolte furono pubblicate nel The Book of the Damned e gli immensi schedari accumulati da Fort furono in seguito acquisiti, alla sua morte, dalla Fortean Society, che tuttora ne prosegue la divulgazione.
L'archeologia misteriosa gode ai giorni nostri di vasta popolarità in virtù del suo sensazionalismo, che trova nei mass media una risonanza a volte maggiore della divulgazione prettamente archeologica. Di conseguenza, il grosso pubblico non sempre riesce a distinguere tra le acquisizioni della ricerca storico-archeologica condotta dagli scienziati e le ipotesi, a volte fantasiose, messe in campo da alcuni "archeologi alternativi". Il favore incontrato dall'archeologia misteriosa dipende anche dal fatto che, mentre le spiegazioni fornite dall'archeologia scientifica sono a volte parziali e incerte, essa al contrario tende a fornire per ogni mistero una risposta esauriente, seppure non dimostrata e difficilmente dimostrabile.

## Controversie
La maggioranza degli addetti ai lavori rigetta le teorie avanzate dall'archeologia misteriosa, classificandole come fantasiose dissertazioni prive di qualsiasi fondamento scientifico e volte più ad ingrossare il portafogli degli scrittori di archeologia misteriosa che a dimostrare ipotesi improbabili, scevre da un accurato esame dei dati archeologici.
Alcuni studiosi di archeologia del mistero argomentano che solamente conservando la massima apertura mentale si può evitare di escludere a priori alcune ipotesi che possono risultare fondate in seguito ad un'indagine più approfondita. Essi affermano che spesso la dottrina tradizionale è restìa ad accettare nuove teorie che mal si inseriscono nel sistema di conoscenze acquisite, specie se le nuove ipotesi comportano una revisione totale dei concetti consolidati.
Alcuni sono andati oltre, sostenendo che, secondo quanto illustrato dalla teoria critica, ogni forma di pensiero scientifico presuppone un'ideologia di controllo, attraverso la quale si cerca di influenzare la società tramite la strumentalizzazione dello status degli scienziati in quanto 'esperti'. Il concetto di mentalità governativa del filosofo francese Michel Foucault ha anche spinto alcuni pensatori a vedere gli archeologi più come strumenti dello stato che come neutrali investigatori del passato, in quanto incorporati in un processo di pianificazione politica volto a mantenere un filtraggio delle conoscenze a livello mondiale. Tali teorie sono state accostate al complottismo.
Molti archeologi e antropologi accademici ribattono che anche i sostenitori dell'archeologia misteriosa tendono a ragionare secondo schemi prestabiliti. Per esempio, se due civiltà costruirono strutture architettoniche simili (es: piramidi e piramidi a gradoni) devono per forza esistere collegamenti culturali tra esse; e questo senza considerare che, magari, tra le due civiltà non solo si trovano migliaia di miglia di mare, ma corrono anche migliaia di anni di storia. In pratica, l'accusa è quella di un velato e assolutamente inconsapevole razzismo, che si sviluppa sminuendo alcune civiltà (polinesiani, mesoamericani, andini), negandone lo sviluppo fortemente autonomo e indipendente dai condizionamenti culturali del vecchio mondo. Quando addirittura non si presuppone che l'umanità non sia in grado di sviluppare autonomamente una civiltà e si ricorre quindi, violando il rasoio di Occam, a improbabili contributi extraterrestri (teoria degli antichi astronauti).

## Esempi celebri di pseudoarcheologia

### Jet d'oro precolombiani

Il disegno di un jet d'oro precolombiano esposto allo Smithsonian Institute.

I jet d'oro precolombiani sono una collezione di monili in oro di circa 2–5 cm di lunghezza, identificati come figure zoomorfe. L'aspetto di alcuni di questi monili può ricordare la forma degli aerei a reazione con ala a delta, e per questo motivo sono considerati da alcuni come OOPArt, cioè manufatti estranei al loro contesto di origine, in connessione con la teoria degli antichi astronauti. La maggior parte di tali reperti è conservata al Museo dell'Oro di Bogotà, presso la Banca Nazionale della Colombia, al British Museum di Londra, e allo Smithsonian Institute di Washington.
Secondo alcuni pseudostudiosi interessati all'argomento, tali reperti presenterebbero elementi analoghi alle strutture tipiche dei jet, come le ali rigide e piatte a delta situate nella parte bassa della struttura (e non in alto, come dovrebbe essere per un insetto o un uccello), e l'impennaggio dotato di deriva triangolare e stabilizzatore.
Il biologo e criptozoologo Ivan Terence Sanderson (1911-1973) fu il primo a osservare analogie di forma con i jet, dopo avere notato che a suo giudizio, tali reperti non somigliavano a nessun animale alato (uccello o insetto); le somiglianze tra i reperti e i moderni jet sono state rimarcate anche nel libro Chariots of the Gods? di Erich von Däniken (1968).

### Tubi di Baigong
I tubi di Baigong sono una serie di condotti scoperti vicino al monte omonimo nella provincia di Qinghai (Cina): questi tubi sono ritenuti un esempio di OOPArt e sono stati messi in relazione a un'ipotetica visita extraterrestre. Le condutture sono state associate a una piramide alta circa 60 metri costruita sulla stessa montagna, sui lati della quale si aprono delle caverne. Fra i due tubi individuati nella caverna più grande uno ha un diametro di 40 cm ed è di colore marrone-rossiccio; inoltre sono stati individuati dozzine di tubi rettilinei, con diametri varianti tra i 10 e i 40 cm che fuoriescono dal Monte Baigon situato al di sopra della caverna più grande.

### Uomo di Piltdown
A conforto dell'inattendibilità delle varie teorie, viene spesso citata la vicenda relativa all'uomo di Piltdown, i cui resti furono trovati in una cava di ghiaia all'inizio del XX secolo in Inghilterra. Il rinvenimento di frammenti di un cranio umano e di una mascella scimmiesca fu oggetto di aspre polemiche, in quanto confermava, per la paleontologia ufficiale e ortodossa, l'esistenza del cosiddetto "anello mancante" tra scimmia e uomo.
Dopo la scoperta della nuova specie umana, la vicenda si protrasse fino agli anni cinquanta, quando la truffa fu scoperta e la falsità dei reperti dimostrata. Secondo i sostenitori dell'archeologia misteriosa, il falso ebbe la possibilità di resistere tanto a lungo grazie al fatto che confermava la teoria sull'evoluzione di Darwin.

## Nuovi approcci radicali
Le spedizioni dell'archeologo autodidatta tedesco Heinrich Schliemann per trovare l'antica città di Troia, seguendo le tracce presenti nell'Iliade di Omero, sono state portate ad esempio dai sostenitori dell'archeologia misteriosa per dimostrare che talvolta nuovi approcci radicali nella scienza archeologica all'inizio non sono stati presi per serie investigazioni scientifiche.
Diverso il caso dello studioso Athanasius Kircher che nel XVII secolo studiò la scrittura egizia; pur partendo dalla geniale intuizione che la lingua dell'antico Egitto fosse in qualche modo connessa con quella copta, arrivò all'errata conclusione che i geroglifici avessero unicamente un'origine simbolica e non fonetica (Oedipus Aegyptiacus, Roma 1652), giungendo a un'interpretazione completamente di fantasia. Vi sono molte ragioni per il suo fallimento, come la mancanza di una Stele di Rosetta da cui partire, ma i suoi studi furono comunque d'aiuto per l'opera di decifrazione eseguita in seguito da Jean-François Champollion.